# Парамаунт (Каліфорнія)
Парамаунт (англ. Paramount) — місто (англ. city) в США, в окрузі Лос-Анджелес штату Каліфорнія. Населення — 53 733 особи (2020).

## Географія
Парамаунт розташований за координатами 33°53′56″ пн. ш. 118°10′0″ зх. д. / 33.89889° пн. ш. 118.16667° зх. д. (33.898883, -118.166629).  За даними Бюро перепису населення США в 2010 році місто мало площу 12,54 км², з яких 12,25 км² — суходіл та 0,29 км² — водойми.

## Демографія
Згідно з переписом 2010 року, у місті мешкало 54 098 осіб у 13 881 домогосподарстві у складі 11 351 родини. Густота населення становила 4316 осіб/км².  Було 14571 помешкання (1162/км²).
Расовий склад населення:
| - 42,5 % — білих - 11,7 % — чорних або афроамериканців - 3,0 % — азіатів - 0,8 % — вихідців з тихоокеанських островів - 0,8 % — корінних американців - 37,0 % — осіб інших рас |

До двох чи більше рас належало 4,2 %. Частка іспаномовних становила 78,6 % від усіх жителів.
За віковим діапазоном населення розподілялося таким чином: 32,6 % — особи молодші 18 років, 61,1 % — особи у віці 18—64 років, 6,3 % — особи у віці 65 років та старші. Медіана віку мешканця становила 28,6 року. На 100 осіб жіночої статі у місті припадало 94,7 чоловіків;  на 100 жінок у віці від 18 років та старших — 91,9 чоловіків також старших 18 років.
Середній дохід на одне домашнє господарство  становив 55 684 долари США (медіана — 45 792), а середній дохід на одну сім'ю — 56 732 долари (медіана — 47 146). Медіана доходів становила 30 699 доларів для чоловіків та 31 827 доларів для жінок. За межею бідності перебувало 23,1 % осіб, у тому числі 32,2 % дітей у віці до 18 років та 12,0 % осіб у віці 65 років та старших.
Цивільне працевлаштоване населення становило 22 962 особи. Основні галузі зайнятості: освіта, охорона здоров'я та соціальна допомога — 17,0 %, виробництво — 16,5 %, роздрібна торгівля — 12,0 %, мистецтво, розваги та відпочинок — 10,3 %.